# 非化石エネルギーの開発及び導入の促進に関する法律
非化石エネルギーの開発及び導入の促進に関する法律（ひかせきエネルギーのかいはつおよびどうにゅうのそくしんにかんするほうりつ、昭和55年5月30日法律第71号）は、非化石エネルギーに関する日本の法律である。

## 概要
化石エネルギーを利用することが、内外の経済的社会的環境に応じたエネルギーの安定的かつ適切な供給の確保及びエネルギーの使用に係る環境への負荷の低減を図る上で重要となつていることにかんがみ、非化石エネルギーの開発及び導入を総合的に進めるために必要な措置を講ずることとし、もつて国民経済の健全な発展と国民生活の安定に寄与することを目的としている。
この法律において、「非化石エネルギー」は以下のものを指す。
1. 原油、石油ガス、可燃性天然ガス及び石炭並びにこれらから製造される燃料（その製造に伴い副次的に得られるものであつて燃焼の用に供されるものを含む。）であつて経済産業省令で定めるもの[注釈 1]以外の物であつて、燃焼の用に供されるもの
2. 石油、石炭、天然ガス等を熱源とする熱に代えて使用される熱（石油、石炭、天然ガス等の燃焼によるもの及び電気を変換して得られるものを除く）
3. 石油、石炭、天然ガス等を熱源とする熱を変換して得られる動力（以下「化石燃料に係る動力」という。）以外の動力（熱又は電気を変換して得られるものを除く。）
4. 化石燃料に係る動力を変換して得られる電気以外の電気（動力を変換して得られるものを除く。）